# Langgarverne (Hillerød Løbe- og Triatlonklub)
Langgarverne (Hillerød Løbe- og Triatlonklub) er en løbeklub i Hillerød, stiftet 17. januar 1980 og med medlemslokaler ved Frederiksborg Byskole i Hillerød. 
Løbeklubben omfatter i 2015 omkring 300 medlemmer og klubbens aktiviteter spænder over motion, marathon, cross, baneløb og triatlon.
I 1986 etablerede løbeklubben en underafdeling med speciale inden for triatlon og duatlon.
Langgarverne står som arrangører af flere større motionsløb, deriblandt
- Julestjerneløbet i december - arrangeret siden 1981 med op til 800 deltagere
- Hillerød Triathlon - det første danske motionstriathlon (med over 800 deltagere i 2015)
- ParforceTrail - trailløb på de tidligere kongelige jagtmarker omkring Store Dyrehave